# Locust Township (Illinois)
Pour les articles homonymes, voir Locust Township.
Locust Township est un township du comté de Christian dans l'Illinois, aux États-Unis,.

## Source de la traduction
- (en) Cet article est partiellement ou en totalité issu de l’article de Wikipédia en anglais intitulé « Locust Township, Christian County, Illinois » (voir la liste des auteurs).